# Центральный институт авиационного моторостроения
Центральный институт авиационного моторостроения имени П. И. Баранова (ЦИАМ им. П. И. Баранова) — государственный научный центр Российской Федерации в области авиакосмического двигателестроения (научно-исследовательский институт). Располагается на двух площадках — в районе Лефортово Юго-Восточного административного округа Москвы (м. «Авиамоторная») и вблизи Лыткарино Московской области. 

## История
3 декабря 1930 года было принято решение об объединении винтомоторного отдела ЦАГИ и отдела опытного моторостроения авиационного завода им. М. В. Фрунзе в единый Институт авиационных моторов (ИАМ). Этот день считается днем основания ЦИАМ. Приказом Народного комиссариата тяжёлой промышленности СССР № 435 от 29 июня 1932 года ИАМ переименован в Центральный институт авиационного моторостроения (ЦИАМ). В сентябре 1933 года ЦИАМ присвоено имя заместителя наркома тяжелой промышленности Петра Ионовича Баранова, внесшего значительный вклад в развитие авиационной промышленности Советского Союза (П. И. Баранов погиб в авиационной катастрофе в сентябре 1933 года).
В 1933 году на базе одного из отделов ЦИАМ был создан ЦИАТИМ (Центральный Институт Авиационных Топлив и Масел). В дальнейшем ЦИАТИМ был преобразован во ВНИИНП (Всесоюзный институт по переработке нефти).
В первой половине 1930-х годов ЦИАМ объединял функции НИИ и ОКБ и разрабатывал поршневые авиационные моторы. Среди них:
- Двигатель М-34 (1931) конструкции А. А. Микулина, первоначальной мощностью 850 л. с. (затем он был форсирован в модификациях АМ-38 и АМ-42 до 2000 л. с.). На самолёте АНТ-25 с данным двигателем в 1937 году экипажи В. П. Чкалова и М. М. Громова совершили беспосадочные перелёты через Северный полюс по маршруту из СССР в США. Модификации М-34 использовались на отечественном штурмовике второй мировой войны Ил-2.
- Авиадизель АЧ-30 (1932) конструкции А. Д. Чаромского, первоначальной мощностью 1000 л. с. Его форсированная модификация успешно применялась во время Великой Отечественной войны на четырёхмоторном бомбардировщике дальнего действия Пе-8.

Во время ВОВ на московской площадке ЦИАМ были организованы мастерские по ремонту авиационных двигателей, как отечественных (АШ-82, М-105, АШ-62, М-25), так и иностранных (Мерилин ХХ , Эллисон, Райт-Циклон), поступавших по ленд-лизу. Кроме того, на базе ЦИАМ проводилась подготовка лётно-технического состава действующей армии по эксплуатации иностранных поршневых двигателей и их агрегатов. Военные заслуги ЦИАМ отмечены орденом Ленина.
В 1943 году в ЦИАМ В. В. Уваровым был разработан турбовинтовой двигатель (ТВД). Первые образцы такого двигателя были построены в 1945—1947 годах. Первым отечественным турбореактивным двигателем (ТРД) стал двигатель ТР-1 конструкции А. М. Люльки. В ОКБ А. А. Микулина разработан самый мощный на то время в мире двигатель АМ-3 для бомбардировщика ТУ-16. Дальнейшие успехи ЦИАМ и отечественного авиадвигателестроения связаны, в том числе, с двигателем Р11-300 ОКБ А. А. Микулина и С. К. Туманского для истребителя МиГ-21; уникальным турбовинтовым двигателем НК-12 ОКБ Н. Д. Кузнецова (12…15 тыс. л. с.) для самолёта Ту-95; появлением двухконтурных двигателей и внедрением воздушного охлаждения турбин (двигатели семейств Д-30 ОКБ П. А. Соловьева и НК-8 ОКБ Н. Д. Кузнецова для самолётов Ту-154, Ил-62; АЛ-21Ф ОКБ А. М. Люльки для военных самолётов, двигатели для СПС Ту-144: ТРДДФ НК-144 ОКБ Н. Д. Кузнецова и ТРД РД-51 ОКБ П. А. Колесова).
В 1970—1980-е годы применение конвективно-пленочного охлаждения в лопатках турбин, внедрение монокристаллических с направленной кристаллизацией рабочих лопаток, существенный рост степени повышения давления в компрессорах позволили при участии ЦИАМ создать двухконтурные двигатели новых маневренных истребителей — РД-33 в ОКБ С. П. Изотова для МиГ-29 и АЛ-31Ф в ОКБ А. М. Люльки для Су-27. Тогда же начались исследования гиперзвукового прямоточного воздушно-реактивного двигателя, приведшие к созданию гиперзвуковой летающей лаборатории, на которой впервые в мире было проведено летное испытание водородного ГПВРД при числе Маха 5,7.
В 2022 году из-за вторжения России на Украину предприятие находится под санкциями всех стран Евросоюза и США.

## Направления деятельности Института
- Разработка прогноза и основных направлений развития авиационных двигателей с учётом достижений мировой авиационной науки и техники.
- Фундаментальные исследования в областях газовой динамики, прочности, теплообмена, горения, акустики.
- Прикладные исследования по формированию облика различных типов воздушно-реактивных, авиационных поршневых и ракетных двигателей; проектированию узлов и систем авиационных двигателей; обеспечению надёжности и безотказности.
- Испытания авиационных двигателей, их узлов и систем в реальных условиях эксплуатации.
- Проектирование стендового оборудования и средств измерений.
- Методология создания двигателей.
- Разработка высокоэффективных ГТУ для энергетики и газоперекачки.

Имеется аспирантура по семи специальностям и два диссертационных совета.
На базе института работают филиалы кафедр МАИ, МФТИ, МГТУ и МЭИ.

## НИЦ ЦИАМ
В 1953 году в подмосковном Тураево был организован филиал ЦИАМ, испытательная база, которая с годами превратилась в Научно-испытательный центр (НИЦ) ЦИАМ. Стендовая база филиала обеспечивает проведение:
- испытаний крупномасштабных моделей двигателей, в том числе интегрированных с летательными аппаратами;
- экспериментальную отработку новых технологий двигателей (например малошумных биротативных винтовентиляторов);
- квалификационные испытания новых материалов и исследований деталей и узлов двигателей из перспективных конструкционных материалов;
- сертификационные испытания газотурбинных двигателей (в том числе в условиях обледенения, для проверки чистоты воздуха, отбираемого в систему кондиционирования, для оценки огнестойкости и последствий попадания птиц и града).

## Руководители ЦИАМ[5]
- И. Э. Марьямов (1930—1932)
- И. И. Побережский (1932)
- Е. И. Петровский (1933—1936)
- К. И. Беляевский (1936—1937)
- А. В. Каширин (1938—1942)
- В. И. Поликовский (1942—1947)
- Т. Г. Мелькумов (1947—1952)
- М. Л. Кононенко (1952—1954)
- Г. П. Свищев (1954—1967)
- С. М. Шляхтенко (1967—1982)
- Д. А. Огородников (1982—1998)
- В. А. Скибин (1998—2011)[6]
- В. И. Бабкин (2011—2016)[7]
- М. В. Гордин (2016—2021)
- А. Л. Козлов (с 2021)[8]

## Известные люди, чья биография связана с ЦИАМ
См. Категория:Сотрудники Центрального института авиационного моторостроения
- В. С. Авдуевский
- И. А. Биргер
- М. В. Келдыш
- В. Я. Климов
- С. А. Косберг
- А. М. Люлька
- А. А. Микулин
- Г. И. Петров
- Г. П. Свищев
- Л. И. Седов
- В. А. Сосунов
- С. К. Туманский
- О. Н. Фаворский
- В. Н. Челомей
- Г. Г. Чёрный

## Награды
- Орден Ленина (1945)[1];
- Орден Октябрьской революции (1982)[1].